# Стадион Хосе Паченчо Ромеро
Стадион Хосе Паченчо Ромеро (шп. Estadio Olímpico José Encarnación "Pachencho" Romero) је вишенаменски (фудбал, атлетика) стадион који се налази у Маракаибоу, Венецуела. Град је административни центар државе Зулија. Стадион има капацитет од 40.800 гледалаца. Фудбалски клубови Унион Атлетико Маракаибо, Зулиа и Депортиво ХБЛ дел Зулиа играју на стадиону.

## Историја стадиона
Стадион је изграђен за одржавање Венецуеланских националних спортских игара на месту некадашњег аеродрома Маракаибо Грано де Оро. Званично га је отворио 17. августа 1968. године председник Венецуеле Раул Леони. Фудбалска арена налазила се на територији спортског комплекса под називом „Спортски стадиони”. Постепено је свака арена добила име познате спортске личности. Фудбалска арена је 12. децембра 1974. добила име Хосе Енсарнасион Ромеро (надимак Паченчо) (1926-1984), родом из државе Зулиа, који је 1947. Венецуели донео прву златну медаљу у атлетици на Боливарским играма  . Током реконструкције, временски усклађене са Купом Америке 2007, капацитет стадиона повећан је са 35 на 40,8 хиљада гледалаца.

## Копа Америка 2007.
Овај стадион је отворен 1968. Реновиран 2007, стадион је био домаћин, између осталог, утакмица за Копа Америка 2007. године. Одиграно је пет утакмица, укључујући финале између Бразила и Аргентине (3:0) 15. јула 2007. године.
| № | Датум         | Репрезентације               | Резултат | Турнир                           | Гледалаца |
| - | ------------- | ---------------------------- | -------- | -------------------------------- | --------- |
| 1 | 28. јун 2007. | Парагвај – Колумбија         | 5:0      | Копа Америка 2007. – групна фаза | 34.500    |
| 2 | 28. јун 2007. | Аргентина – Сједињене Државе | 4:1      | Копа Америка 2007. – групна фаза | 34.500    |
| 3 | 2. јул 2007.  | Сједињене Државе – Парагвај  | 1:3      | Копа Америка 2007. – групна фаза | 28.200    |
| 4 | 10. јул 2007. | Уругвај – Бразил             | 2:2      | Копа Америка 2007. – полуфинале  | 38.100    |
| 5 | 15. јул 2007. | Бразил – Аргентина           | 3:0      | Копа Америка 2007. – финале      | 40.000    |